# Bataille de Khartoum (2023-2025)
Guerre civile soudanaise
Batailles
Prélude :
- Guerre du Darfour
- Révolution soudanaise
- Transition démocratique soudanaise
  - Coup d'État de 2021 au Soudan

Batailles :
- Khartoum
  - Aéroport (en)
  - Laboratoire (en)
  - Mayo
  - Banque centrale
  - Hôpital du Nil oriental
  - Usine militaire de Yarmouk (en)
- Darfour
  - Al-Genaïna
  - Nyala
  - El Fasher
  - Zalingei (en)
  - Koutoum
  - Kabkabiya (en)
  - Foro Baranga (en)
- Merowe
- El Obeid (en)
- Kadougli (en)
- Wad Madani

Crimes de guerre :
- Misterei

Crise humanitaire :
- Impact humanitaire (en)
- Crise des réfugiés
- Déportation des Érythréens (en)
- Évacuation de ressortissants étrangers (en)
  - Allemands (en)
  - Français
  - Indiens (en)

Autres :
- Chronologie (en)
- Engagements militaires (en)
- Traité de Djeddah (2023) (en)

La bataille de Khartoum se déroule du 15 avril 2023 au 26 mars 2025 pendant la guerre civile soudanaise. Elle oppose les Forces armées soudanaises (FAS) aux Forces de soutien rapide (FRS) pour le contrôle de Khartoum, la capitale du Soudan. La bataille débute le 15 avril 2023, avec la prise par les FRS de l'aéroport international de Khartoum, plusieurs bases militaires et le palais présidentiel (en).
Après près de deux années de combats, et au moins 61 000 morts dans l'ensemble de l'État de Khartoum, la capitale est reprise par les Forces armées soudanaises le 26 mars 2025.

## Bataille

### 15–17 avril 2023

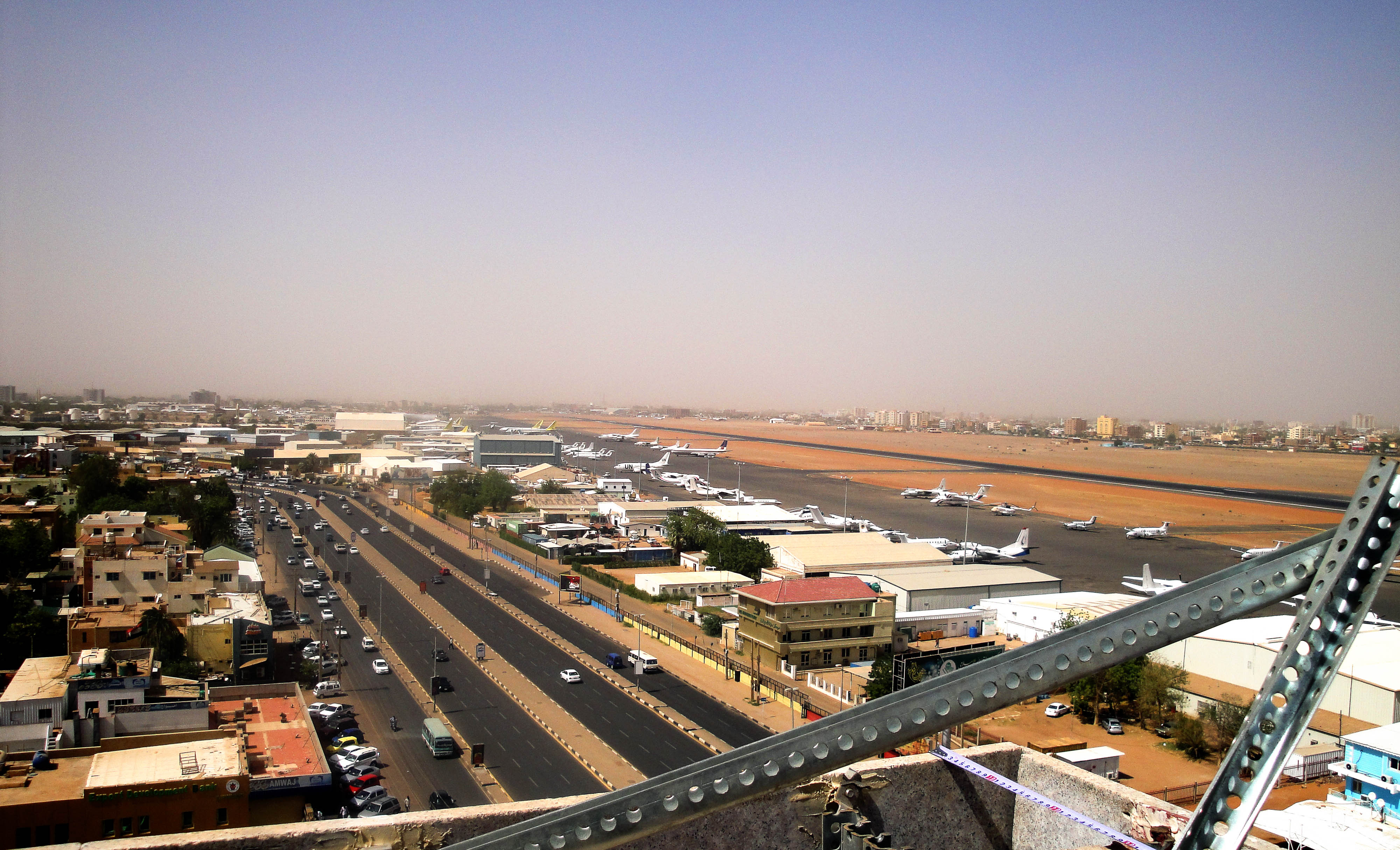
L'aéroport international de Khartoum où les premières attaques ont été signalées le 15 avril 2023.

Aux petites heures du matin du 15 avril 2023, les forces pro-FSR ont lancé une série d'assauts contre des bâtiments clés à Khartoum, principalement l'aéroport international de Khartoum. Lors de leur attaque contre l'aéroport, les FSR auraient attaqué un avion saoudien qui arrivait à l'aéroport, mais aucune victime n'a été signalée parmi les passagers et l'équipage,. Les FSR ont également capturé le palais présidentiel, résidence de l'ancien président soudanais Omar el-Bechir, et attaqué une base militaire,. Mohamed Hamdan Dogolo, commandant des FSR, a affirmé que les FSR contrôlaient la plupart des bâtiments gouvernementaux de la ville. Cependant, cela a été contesté par le général Abdel Fattah al-Burhan, le chef de facto du gouvernement soudanais.
Le même jour, plusieurs attaques aériennes vers les cibles des FSR ont été menées par les FAS. Les utilisateurs de Facebook Live et Twitter ont documenté le vol au-dessus de la ville et les frappes de cibles des FSR par l'armée de l'air soudanaise.
Le 16 avril, les forces armées ont affirmé avoir repris le palais présidentiel. Cela a été contesté par les FSR, qui ont publié une vidéo sur Twitter de leur présence continue dans le palais au milieu des combats en cours. Les FSR ont également contesté les affirmations selon lesquelles plusieurs bâtiments auraient été capturés par les forces armées. Al Jazeera et Outlook India (en) ont également rapporté des combats à grande échelle à Omdourman, la ville sœur de Khartoum. Le Programme alimentaire mondial a également déclaré son retrait de Khartoum, en raison de la mort de trois membres du personnel du PAM lors des combats dans la ville.
Le 17 avril, le gouvernement soudanais a annoncé la fermeture de tout l'espace aérien du Soudan, initialement limité à celui de Khartoum,. Aidan O'Hara (en), l'ambassadeur de l'Union européenne au Soudan, a été agressé à son domicile de Khartoum où il s'était réfugié. L'Union européenne a déclaré que l'attaque était "une violation flagrante de la Convention de Vienne de 1961". Le général al-Burhan a déclaré les Forces de soutien rapide comme un « groupe rebelle » et a ordonné leur dissolution à l'échelle nationale. Les forces des FSR ont également assiégé et bombardé un grand hôpital de la ville,.

### 18–21 avril 2023
Le 18 avril, alors qu'un cessez-le-feu a été annoncé pour commencer plus tard dans la journée, de violents combats à Khartoum se sont poursuivis avec des avions de guerre survolant la capitale, lançant des frappes contre ce qui semblait être des cibles des FSR. Les FSR ont utilisé des systèmes de défense aérienne et de l'artillerie lourde pour repousser les attaques. Des journalistes ont déclaré que du personnel armé était entré dans plusieurs hôpitaux de Khartoum. Les établissements médicaux ont également signalé une pénurie de personnel médical, d'électricité et d'eau.
Le 19 avril, les combats se sont poursuivis à Khartoum près du quartier général de l'armée, du palais présidentiel et de l'aéroport, à l'aide d'armes lourdes. L'armée soudanaise a déclaré qu'elle avait été attaquée par les FSR à son quartier général de commandement général, mais avait repoussé l'attaque, infligeant de « lourdes pertes » aux FSR, qui auraient abandonné 24 croiseurs terrestres, et les appelant à se rendre, promettant pardon aux membres qui le font,. Les observateurs ont déterminé que l'armée contrôlait l'accès à Khartoum et tentait de couper les voies d'approvisionnement aux combattants des FSR. Des témoins ont déclaré que les renforts de l'armée avaient été amenés près de la frontière orientale avec l'Éthiopie,.
Lorsqu'un autre cessez-le-feu a été annoncé pour commencer à 18 h 0 heure locale, les combats auraient pour la plupart diminué autour de l'aéroport de Khartoum, mais ont continué à être intenses autour du palais présidentiel, du quartier général de l'armée et dans le quartier de Jabra à l'ouest de Khartoum, où des maisons appartenant au chef des FSR Dogolo et à sa famille ont été localisées. Les combats auraient continué plusieurs minutes après le début du cessez-le-feu.
Le 20 avril, les FSR ont déclaré avoir repoussé une attaque des FAS sur leurs positions à Omdourman dans la matinée malgré un cessez-le-feu en cours, abattant deux hélicoptères. Les forces des FSR approchant de Khartoum auraient été bloquées par les forces aériennes et terrestres de l'armée soudanaise. Des milliers de civils de Khartoum auraient quitté la ville, principalement pour le Tchad où environ 20 000 réfugiés de tout le pays seraient entrés.
Le 21 avril, un cessez-le-feu de l'Aïd el-Fitr a été déclaré par les deux armées après qu'un certain nombre de pays l'aient proposé,,. Le cessez-le-feu aurait été rompu après que des batailles de rue aient été signalées,,. Plusieurs attaques ont également été signalées à Khartoum Nord (Bahri) par Al Jazeera, élargissant encore plus la bataille.

### 22–25 avril 2023
Les affrontements se sont poursuivis jusqu'au 22 avril et des bombardements aveugles ont été signalés dans les quartiers d'Ombada et de Karari à Khartoum. Les combats se sont propagés du cœur de la capitale aux quartiers de Hillat Hamad, Khojaly et Arkaweet. Les FAS se prépareraient à une intensification de la guerre urbaine à Khartoum. Les FSR ont affirmé que les FAS avaient attaqué leurs positions à Bahri, tuant soi-disant des dizaines de personnes. De violents combats ont également été signalés près du palais présidentiel et de l'aéroport où les forces des FSR se sont battues contre l'armée soudanaise pour le contrôle des deux sites. Des évacuations de plusieurs diplomates et ressortissants de plusieurs pays différents ont été effectuées à Khartoum,,.
Le 23 avril, des affrontements et des explosions se sont produits autour du quartier général militaire et du palais présidentiel à Khartoum, au milieu de rapports faisant état d'efforts d'évacuation de diplomates étrangers, dont la France, dont le convoi a été abattu et a dû rebrousser chemin vers son ambassade. Le Soudan a également signalé une panne d'Internet dans tout le pays, aggravant la crise humanitaire. Le même jour, les FAS ont annoncé qu'elles lançaient des frappes aériennes massives dans le but de débusquer les FSR de Khartoum et d'Omdourman. Dans le même temps, de violents combats de rue se poursuivaient entre les Forces de soutien rapide et l'armée soudanaise. Le palais présidentiel aurait été contesté malgré les affirmations selon lesquelles l'armée l'aurait protégé des rebelles qui l'avaient occupé.
Le 25 avril, Nima Saeed Abid, le représentant de l'OMS au Soudan, a déclaré qu'une partie au conflit soudanais avait pris le contrôle d'un laboratoire national de santé (en) à Khartoum qui détenait du matériel biologique, notamment des isolats de poliomyélite, de rougeole et de choléra, et que le groupe avait éjecté tous les techniciens. Les responsables de l'OMS n'ont pas précisé quel groupe avait repris le laboratoire,,.

### Mai 2023
Le 9 mai, les FSR ont accusé les FAS d'avoir mené une frappe aérienne qui a détruit l'ancien palais républicain,, ce que ces dernières ont démenti. Les images envoyées à la BBC par un habitant de Khartoum semblaient contredire les affirmations des FSR concernant la destruction de l'ancien palais présidentiel, mais montraient que les bureaux du nouveau palais républicain semblaient avoir été gravement endommagés par un incendie. Le 10 mai, les habitants d'Omdourman ont déclaré que des obus d'artillerie avaient frappé la tombe du Mahdi (en) et que des pillages généralisés avaient eu lieu au souk libyen.
Les FSR ont tenté d'avancer vers la base aérienne de Wadi Sayyidna, au nord de la capitale. Des combattants des FSR dans une vingtaine de camions positionnés à l'est du Nil ont tenté de traverser un pont pour atteindre l'aérodrome, mais ont été accueillis par l'artillerie lourde des FAS.
Le 31 mai, l'Union des médecins soudanais a déclaré qu'au moins 18 personnes avaient été tuées et plus de 100 autres blessées après que des roquettes ont touché un marché à Mayo (ar), au sud de Khartoum.

### Juin 2023
Le 1er juin, des bombardements ont tué 27 personnes dans un quartier pauvre de Khartoum. Le 5 juin, la bataille a atteint sa huitième semaine, avec des affrontements dans le sud de Khartoum. Le pillage est également courant. Ce jour-là, un incendie massif a englouti une usine d'armement au milieu d'intenses combats. Le 17 juin, une frappe aérienne à Khartoum a détruit plusieurs maisons et tué au moins 17 civils, dont 5 enfants,.
Le 18 juin, un cessez-le-feu de 72 heures est entré en vigueur, entraînant "une accalmie" dans les combats à Khartoum. Les deux parties ont déclaré qu'elles s'abstiendraient de toute action militaire et autoriseraient l'acheminement de l'aide humanitaire, selon des médiateurs saoudiens et américains.
Le 20 juin, le siège de l'agence de renseignement soudanaise a pris feu. Les FAS ont accusé les FSR d'avoir bombardé le bâtiment, tandis que les FSR ont déclaré que sa destruction était le résultat d'une attaque de drone des FAS contre une position des FSR.
Le 25 juin, les FSR ont affirmé s'être emparées du quartier général des Forces centrales de réserve de la police. Les FAS ont déclaré que les FSR avaient perdu 400 hommes dans la bataille, tandis que les militants ont déclaré que 14 civils avaient été tués.

### 2025
Le 21 mars, les forces loyalistes reprennent le palais présidentiel à Khartoum.
Le 26 mars, l'armée reprend l'aéroport international, où les FSR étaient positionnées depuis le début de la guerre. Le même jour, Abdel Fattah al-Burhane annonce à la télévision publique depuis le palais présidentiel que Khartoum est « libérée ». Les habitants du centre de Khartoum célébrent alors la retraite des FSR. Le 30 mars, Mohamed Hamdan Dogolo reconnaît que ses troupes se sont retirées de Khartoum.

## Impact humanitaire

### Évacuations civiles et avertissements

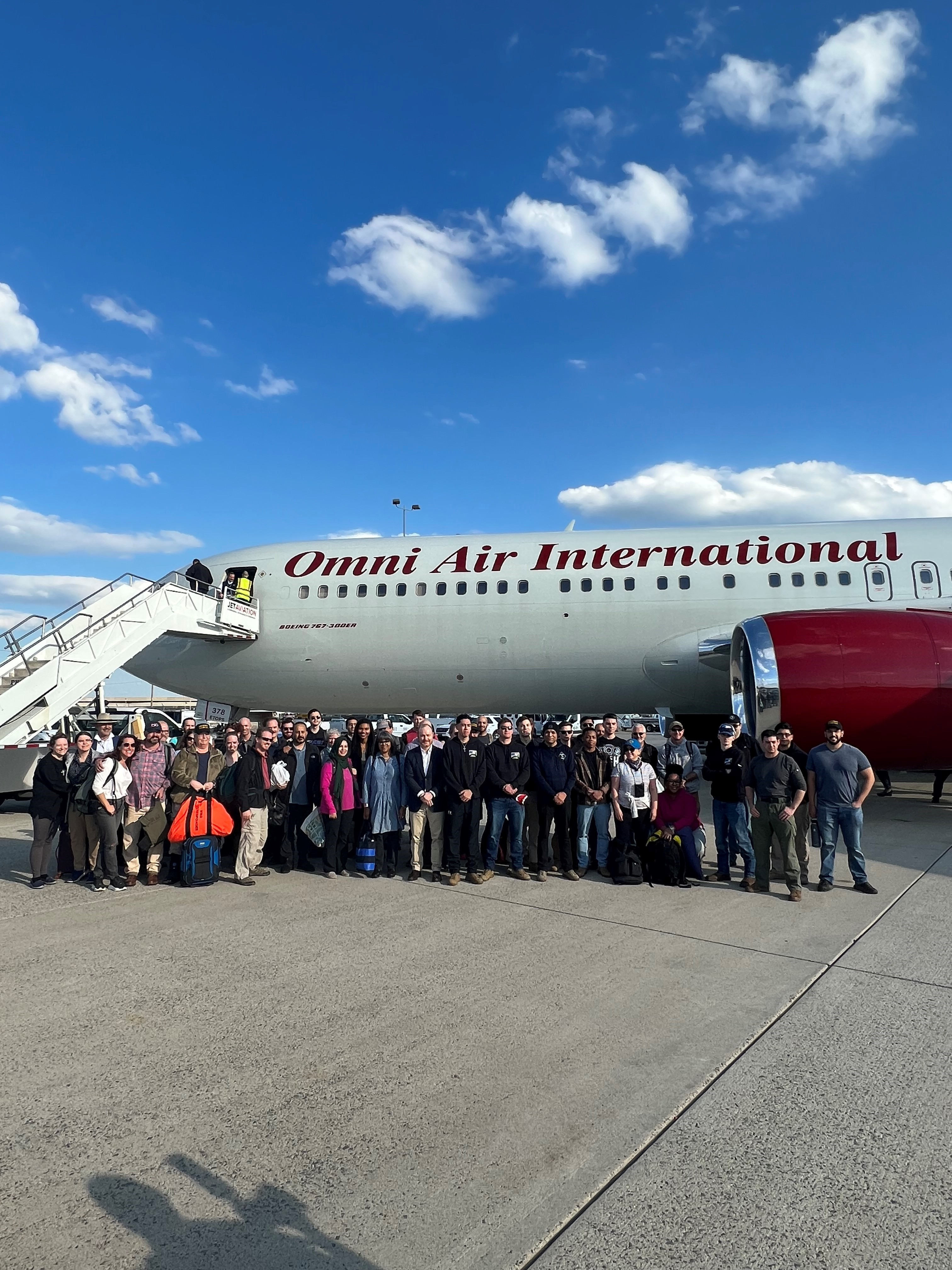
Évacuations du MSG de Khartoum arrivé le 24 avril 2023.

Quelques heures après le début des affrontements, des ordres d'évacuation ont été émis pour les civils, les politiciens et les employés des ambassades. L'ambassade des États-Unis au Soudan a exhorté les citoyens américains au Soudan à chercher refuge, car aucun plan d'évacuation n'avait été détaillé. L'armée de l'air soudanaise a conseillé aux millions de citoyens de chercher un abri immédiatement ou de rester chez eux. Le 16 avril 2023, une crise de l'eau est apparue à Khartoum, qui s'est aggravée après que les FSR ont exhorté les civils à évacuer la ville. Le 21 avril, l'Indonésie a évacué 43 de ses citoyens vers son ambassade à Khartoum après qu'un citoyen indonésien ait été blessé par balle.
Le 23 avril, les États-Unis ont réussi à évacuer moins de 100 de leurs citoyens de Khartoum par trois hélicoptères Chinook qui ont atterri près de l'ambassade des États-Unis. L'opération comprenait 100 soldats américains des Navy SEALs et des forces spéciales de l'armée qui ont volé du Camp Lemonnier à Djibouti vers l'Éthiopie, puis vers le Soudan. Le même jour, le ministère des Affaires étrangères (en) des Philippines a annoncé la suspension de tous les vols vers le Soudan pour assurer la sécurité de ses citoyens et a porté l'alerte au niveau 3 après qu'un philippin ait été touché par une balle perdue à Khartoum. L'Église orthodoxe grecque de l'Annonciation servait d'abri aux civils.

### Morts civiles
Au 16 avril 2023, au moins 45 décès avaient été signalés à Khartoum. Deux civils soudanais à l'aéroport international de Khartoum figuraient parmi les premiers signalés, avec 38 autres décès signalés plus tard lors d'affrontements dans la ville[réf. nécessaire].